# Multiplicador de aire

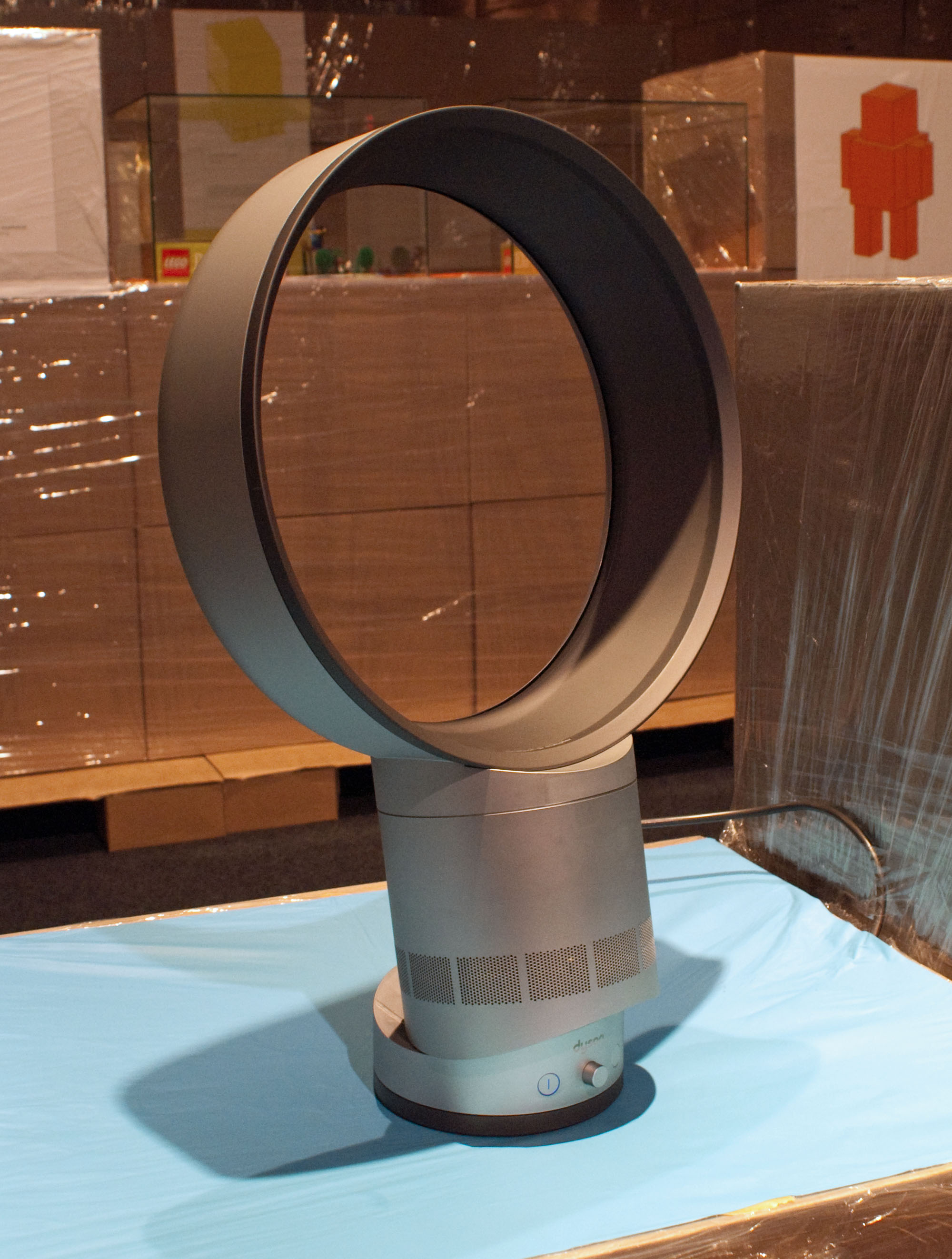
Dyson Air Multiplier

Un multiplicador de aire o multiplicador de flujo Coandă es un tipo de ventilador que sopla el aire a través de un anillo sin palas externas. Sus palas están ocultas en su base. El primer concepto fue creado por Toshiba en 1981. Dyson afirma que sus ventiladores sin aspas producen un flujo de aire más constante y fuerte que los ventiladores tradicionales.

## Descripción
El aire es aspirado por un ventilador en la base y luego dirigido al exterior a través de una tobera. De hecho, sale al exterior a través de una tobera en forma de anillo (ranura interna alrededor de todo el anillo), pasando por encima de una forma como la de un ala de avión. El diseñador industrial James Dyson llamó a su ventilador Air Multiplier.

## Historia
Dyson demandó a las compañías chinas, ya que comenzaron a vender ventiladores sin aspas a un precio muy inferior a los de Dyson. Los chinos respondieron que Dyson no podía patentar una invención que ya estaba patentada, ya que Toshiba inventó el ventilador en 1981 y su patente expiró al cabo de 20 años.

## Ventilador Q
En 2015, Panasonic anunció un ventilador esférico sin aspas, que es utilizable como ventilador o como regenerador de aire.